# Rudolf Poensgen

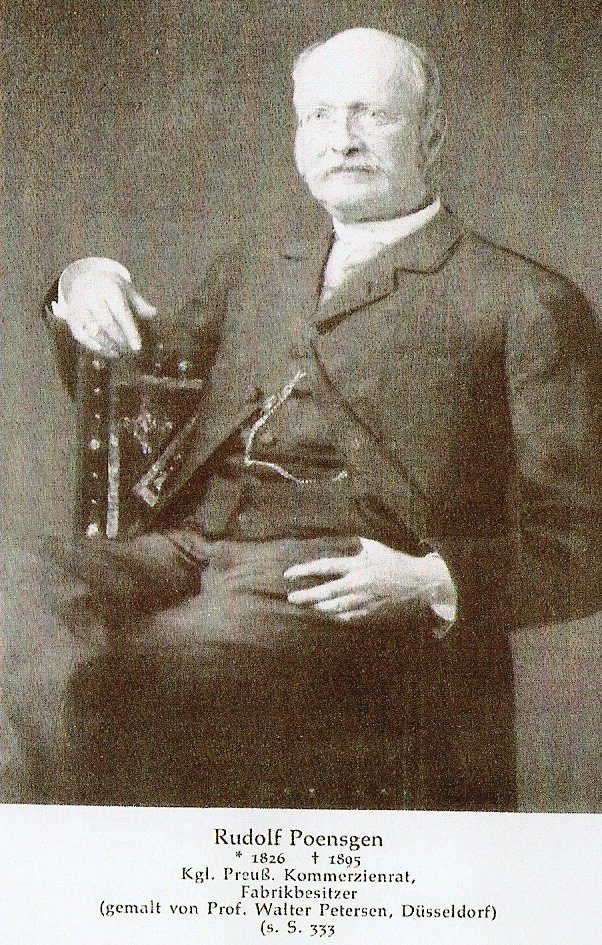
Rudolf Poensgen

Rudolf Poensgen (* 21. April 1826 in Schleiden; † 8. April 1895 in Sanremo, begraben Nordfriedhof Düsseldorf) war ein deutscher Industrieller und Kgl. Preuß. Kommerzienrat. Er stammt von der weitverbreiteten Eifeler Unternehmerfamilie Poensgen ab, die seit Mitte des 15. Jahrhunderts im Raum Schleiden als Reidemeister Eisenhütten betrieben. Einige Linien sind nach Düsseldorf gezogen und waren dort maßgeblich am Aufbau der rheinischen Eisen-, Stahl- und Röhrenindustrie beteiligt.

## Leben und Wirken
Rudolf Poensgen war der Sohn des Fabrikanten Reinhard Poensgen (1792–1848) und der Katharina Henriette Axmacher (1796–1850). Von 1843 bis 1844 war er Volontär auf der Sayner Hütte bei Bendorf am Rhein und studierte von 1845 bis 1847 Bergbau an der Universität Lüttich. Zusammen mit seinem Bruder Gustav Poensgen war er 1848 Miterbe eines Hütten- und Walzwerkes seines Vaters in Schleiden/Eifel geworden. Beide Brüder verlegten das Werk 1860 aus wirtschaftlichen Überlegungen nach Düsseldorf. Dort wurde es 1872 mit dem Röhren-Walzwerk und den Puddel- und Universalwalzwerken ihres Verwandten Albert Poensgen zur „Düsseldorfer Röhren- und Eisenwalzwerke AG, vorm. Poensgen“ verschmolzen. Dieses Unternehmen ging 1910 durch eine weitere Fusion in der „Phönix AG für Bergbau und Hüttenbetrieb“ auf. Der Ring um den Kern der rheinisch-westfälischen Industrie schloss sich, als 1926 die Phönix-Gruppe mit der Thyssen-Gruppe, den Rheinischen Stahlwerken, der Gelsenkirchener Bergwerks-AG sowie einer Reihe von weiteren Bergwerksunternehmen zur „Vereinigte Stahlwerke AG“ fusionierten. Dieser aus Eisen-, Stahl- und Bergwerksunternehmen bestehende Montankonzern mit Verwaltungssitz in Düsseldorf wurde damit zu einem der größten deutschen Unternehmen. Rudolf Poensgen war Mitbegründer der Gewerkschaft des Steinkohlen-Bergwerks „Graf Bismarck GmbH“ in Gelsenkirchen und Teilhaber an anderen Bergbauunternehmen. Darüber hinaus war er Stadtverordneter von Düsseldorf.

## Familie

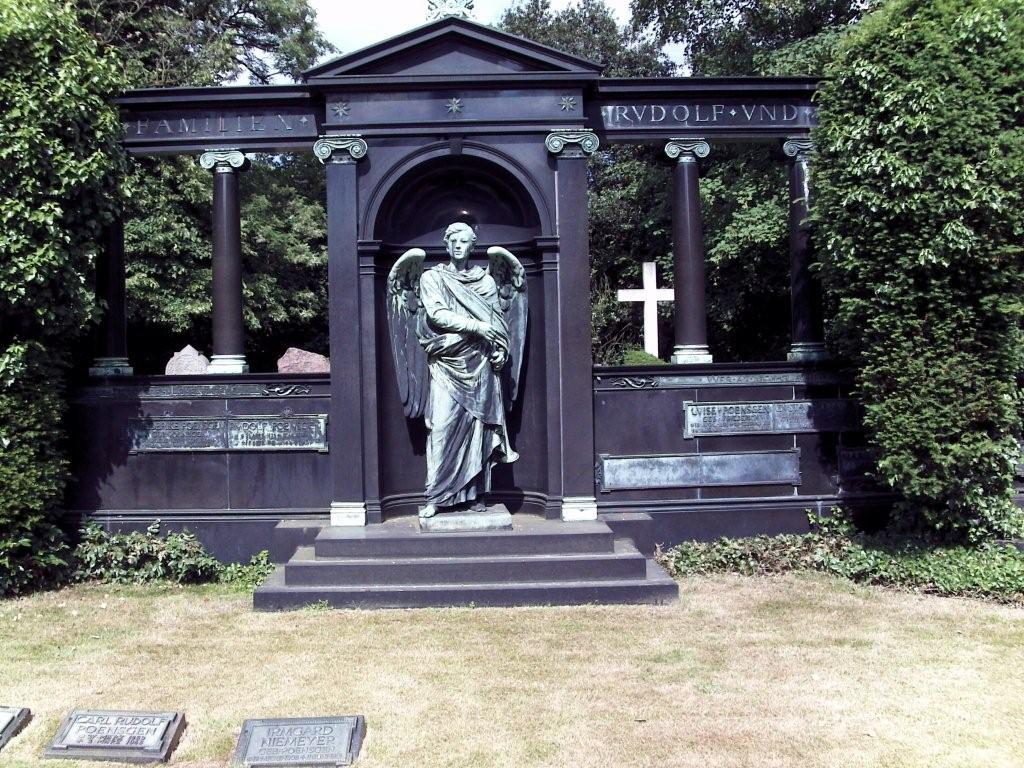
Grabstätte Gustav und Rudolf Poensgen auf dem Nordfriedhof (Düsseldorf)

Rudolf Poensgen war verheiratet mit Friederike Poensgen (1834–1909), Tochter des entfernten Verwandten Carl Poensgen (1802–1848), Hüttenbesitzer in Schleiden. Zusammen hatten sie sieben Kinder, darunter den späteren Industriellen Carl Rudolf Poensgen.